# تيين قرغيزستاني
التيين (بالقيرغيزية: Тыйын)‏ هي أجزاء عملة قيرغيزستان، حيث يساوي 1⁄100 من السوم القيرغيزستاني.

## العملات المعدنية
|                                                                                              | 1 تيين  | 14 ملم | 1.0 g | نحاس أصفر | أملس | القيمة | شعار قيرغيزستان، اسم الدولة، السنة | 2008 | 1 يناير 2008 | متداولة، لكن لم يعد يظهر في التداول |
|                                                                                              | 10 تيين | 15 ملم | 1.3 g | نحاس أصفر | أملس | القيمة | شعار قيرغيزستان، اسم الدولة، السنة | 2008 | 1 يناير 2008 | متداولة                             |
|                                                                                              | 50 تيين | 17 ملم | 1.8 g | نحاس أصفر | أملس | القيمة | شعار قيرغيزستان، اسم الدولة، السنة | 2008 | 1 يناير 2008 | متداولة                             |
| هذه الصور هي بمقياس 2.5 بكسل لكل ملم. For table standards, see the coin specification table. |         |        |       |           |      |        |                                    |      |              |                                     |

## الأوراق النقدية ضمن السلسلة الأولى (1993)
صممت السلسلة الأولى ديمتري ليسوجوروف وأ.ب.تسيجانك. طبعتها دو لا رو في المملكة المتحدة.
| الصورة                                 | الصورة | القيمة  | الأبعاد   | الوصف                   | الوصف                   | الوصف                                                   | تاريخ      | تاريخ        | تاريخ                                              |
| الوجه                                  | الظهر  | القيمة  | الأبعاد   | الوجه                   | الظهر                   | علامة مائية                                             | السك       | الإصدار      | السحب                                              |
| -------------------------------------- | ------ | ------- | --------- | ----------------------- | ----------------------- | ------------------------------------------------------- | ---------- | ------------ | -------------------------------------------------- |
|                                        |        | 1 تيين  | 90×70 ملم | القيمة، النسر القيرغيزي | القيمة، شعار قيرغيزستان | نسر (إصدار 1993). زخرفة على شكل فطر (إصدار 1999 و2001). | بدون تاريخ | 10 مايو 1993 | قانوني، لكن لم يعد يصدر ونادرًا ما يظهر في التداول. |
|                                        |        | 10 تيين | 90×70 ملم | القيمة، النسر القيرغيزي | القيمة، شعار قيرغيزستان | نسر (إصدار 1993). زخرفة على شكل فطر (إصدار 1999 و2001). | بدون تاريخ | 10 مايو 1993 | قانوني، لكن لم يعد يصدر ونادرًا ما يظهر في التداول. |
|                                        |        | 50 تيين | 90×70 ملم | القيمة، النسر القيرغيزي | القيمة، شعار قيرغيزستان | نسر (إصدار 1993). زخرفة على شكل فطر (إصدار 1999 و2001). | بدون تاريخ | 10 مايو 1993 | قانوني، لكن لم يعد يصدر ونادرًا ما يظهر في التداول. |
| هذه الصور بمقياس 0.7 بيكسل كل ميليمتر. |        |         |           |                         |                         |                                                         |            |              |                                                    |